# 堺大浜球場
堺大浜球場（さかいおおはまきゅうじょう）は、かつて大阪府堺市（堺区）大浜北町にあった野球場である。跡地は大浜公園野球場として利用されている。

## 概要
1934年7月、南海大浜支線大浜公園駅の南西に開場された。1939年にはプロ野球の南海軍が中百舌鳥球場が完成するまで本拠地として使用し、同年4月22日の大阪タイガースとの試合が当球場で初めて開催されたプロ野球公式戦となった。なお、プロ野球の公式戦は大阪タイガース、イーグルス、名古屋軍、南海軍の主催試合が1試合ずつの計4試合しか行われておらず、南海軍は0勝3敗に終わっている。
現在の大浜公園野球場は二面式であるため、右翼96m、左翼110m、中堅140mといういびつな形をしている。この姿になった時期は不明であるが、戦後しばらくの間は本球場の現存が確認できる。なお、大浜支線が廃止されたため、現在の最寄駅は南海本線堺駅である。
大阪球場の閉鎖に伴い、一時期ホークスの新本拠地に計画されたこともあったが、1989年に福岡市へ本拠地を移転したため実現しなかった。これについての詳述は福岡ソフトバンクホークス#堺市への幻の移転計画を参照のこと。

## プロ野球開催実績
- 1939年4月22日 大阪タイガース 3-1 南海軍、イーグルス 5-0 名古屋軍
  - 第1試合と第2試合で対戦カードが変わる変則ダブルヘッダーにて開催。またこの2試合は大阪府で初めて開催されたプロ野球公式戦でもある。
- 1939年4月23日 名古屋軍 1-0 南海軍、南海軍 1-3 名古屋軍
  - 2試合の対戦カードは同じだが、第1試合と第2試合でホームとビジターが入れ替わる変則ダブルヘッダーにて開催。